# Christiane Bopp
Pour les articles homonymes, voir Bopp.
Christiane Bopp, née le 14 février 1964[réf. souhaitée] à Paris, est une actrice française.

## Biographie
Christiane Bopp commence sa carrière en 1991, par le théâtre, avec Un caprice d'Alfred de Musset dans une mise en scène d'Odile Chabrillac, puis avec Jean-Michel Ribes, Raymond Acquaviva, Olivier Lejeune, Jean-Luc Moreau...
Au cinéma elle tourne avec Jean-Pierre Jeunet, Philippe Muyl, Diane Kurys, Laurent Tirard...
À la télévision, elle participe à de nombreuses séries comme Blague à part, Camping Paradis, Avocats et Associés, Joséphine, ange gardien, Clem, Munch et à des unitaires réalisés par Charlotte Brändström, Élisabeth Rappeneau, Édouard Molinaro, Jacques Santamaria...
Depuis 2014, Christiane Bopp interprète le docteur Pauline Duchêne dans la série Mongeville aux côtés de Francis Perrin.
Elle est la marraine du Petit musée d'Alphonse Allais à Honfleur et membre de l'Académie Alphonse Allais.

## Filmographie

### Cinéma
- 1995 : Homo Automobilis de Vincent Mayrand, court métrage
- 1997 : Paroles d'hommes de Philippe Le Dem, court métrage
- 1998 : Pain au chocolat de Didier Blasco, court métrage
- 2000 : Vive nous ! de Camille de Casabianca
- 2000 : Sur un air d'autoroute de Thierry Boscheron
- 2000 : Le Fabuleux Destin d'Amélie Poulain de Jean-Pierre Jeunet
- 2002 : Le Papillon de Philippe Muyl
- 2003 : Je reste ! de Diane Kurys
- 2004 : Mensonges et trahisons de Laurent Tirard
- 2023 : Une année difficile d'Olivier Nakache et Eric Toledano

### Télévision
- 1991 : Série rose, épisode Le style Pompadour de Michel Boisrond
- 1995: Karine et Ari d'Emmanuel Fonlladosa
- 1995 : Une famille pour deux, série de Jean-Louis Lorenzi et Philippe Roussel
- 1996 : Le Bourgeois se rebiffe de Jean-Pierre Alessandri
- 1996 : La femme du veuf de Michel Favart
- 1998-2003 : Blague à part, série de Éric Laugérias et Daive Cohen : Carole
- 2000 : La Femme de mon mari de Charlotte Brändström
- 2000 : Rastignac ou les Ambitieux, mini-série d'Alain Tasma
- 2001 : Les Ex font la loi de Philippe Triboit
- 2002 : Sami, le pion, série de Patrice Martineau
- 2003 : Les Femmes ont toujours raison de Élisabeth Rappeneau
- 2003 : Même âge, même adresse, série de Alain Choquard et Bruno Garcia : Françoise Lérieux
- 2003 : Avocats et Associés, épisode 13, rue des Lys : Christine
- 2004 : Joe Pollox et les mauvais esprits de Jérôme Foulon : Cathy
- 2004 : L'Instit, épisode Ma petite star : Mme Jeff
- 2005 : Les Hommes de cœur, série d'Édouard Molinaro, épisode Le mal du pays : Natacha
- 2006 : Je hais les parents de Didier Bivel : Sandra
- 2006 : SOS 18, épisode Amours pompier : Simone
- 2006 : Le juge est une femme, épisode Des goûts et des couleurs : Francine Toudic
- 2006 : Du goût et des couleurs de Michaëla Watteaux : Aurélie
- 2007 : Le Fantôme de mon ex de Charlotte Brandström
- 2007 : Hubert et le chien de Laurence Katrian
- 2007 : Joséphine, ange gardien, épisode  Profession menteur
- 2008 : C'est mieux la vie quand on est grand de Luc Béraud
- 2008 : Des Baskets dans l'assiette, série : Sophie
- 2008 : Paris, enquêtes criminelles, épisode La quête
- 2009 : Paris 16e, série : Hélène Ruisseau
- 2010 : Le Pigeon de Lorenzo Gabriele : Brigitte Masson
- 2010 : Contes et nouvelles du XIXe siècle, épisode L'Affaire Blaireau de Jacques Santamaria : Laurentine de Chaville
- 2010 : Nos années pension, saison 4
- 2010 : Camping Paradis, saison 2, épisode 3 : Doc Love au camping : Monique
- 2011-2015 : Scènes de ménages  : Fabienne
- 2013 : Plus belle la vie, série : Katia de Casteygnac
- Depuis 2014 : Mongeville, série : Dr Pauline Duchêne
- 2017 : Joséphine, ange gardien, épisode La dame aux gardénias : Berthe
- 2017 : Presque adultes, épisode 6, La Mammographie : Madame Claude
- 2018 : Clem, saison 8, épisode 42 : la secrétaire du Lycée
- 2018 : Munch, saison 2, épisode 7 : De père en fils : Procureur Eléonore Robinet
- 2020 : Groom, saison 2, épisode 7 : Hasta la Vista : Professeur Pichavan

## Théâtre
- 1991 : Un caprice d'Alfred de Musset, mise en scène Odile Chabrillac, Roseau théâtre
- 1991 : Le Fils, mise en scène Marc Quentin, Théâtre Colbert
- 1992 : Télé Folie's de Jean-Michel Ribes, Bobino
- 1997 : Le Vison voyageur de Ray Cooney, mise en scène Raymond Acquaviva, tournée
- 2005 : Tout bascule de et mise en scène Olivier Lejeune, Bobino
- 2006-2008 : Vive Bouchon de Jean Dell et Gérald Sibleyras, mise en scène Jean-Luc Moreau, Théâtre Michel, tournée
- 2015 : Perrichon voyage toujours de Gérald Sibleyras, d'après Eugène Labiche, mise en scène Philippe Uchan,   Théâtre La Bruyère

## Doublage
- 1993 : Made in America : Paula (Charlene Fernetz)
- 2023 : Faux-semblants : voix additionnelles (mini-série)